# Pena (instrument)
Pour les articles homonymes, voir Pena.
Le pena est une vièle monocorde rustique indienne jouée en Assam.

## Lutherie
Il est constitué d'une corde en boyau, un chevalet, une caisse de résonance en noix de coco, un manche en bois, une cheville et un archet en bambou. Celui-ci n'est ni courbé comme un arc, ni comme un archet moderne, mais il a la forme d'une canne dont la "poignée" est agrémentée par une série de grelots. Il est percé au talon (par où on le tient) d'un trou dans lequel passe la mèche arrêtée par un nœud et à la pointe,  d'une fente où vient se fixer, par un nœud également, l'autre bout de la mèche.

## Jeu
Cet instrument est joué dans le folklore et par les musiciens itinérants. Il se joue souvent debout, tenu contre la poitrine, en même temps que le musicien chante.